# Chocolat
Chocolat er en amerikansk film fra 2000 instrueret af Lasse Hallström efter Joanna Harris' roman af samme navn. Filmen har bl.a. Juliette Binoche, Johnny Depp, Judi Dench, Lena Olin og Alfred Molina på rollelisten.
Chocolat var nomineret til fem Oscars, bl.a. for bedste film, bedste filmatisering (Robert Nelson Jacobs) og bedste kvindelige hovedrolle (Juliette Binoche).

## Medvirkende
- Juliette Binoche som Vianne Rocher
- Johnny Depp som Roux
- Judi Dench som Armande Voizin
- Alfred Molina som Comte de Reynaud
- Leslie Caron som Madame Audel
- Victoire Thivisol som Anouk
- Carrie-Anne Moss som Caroline Clairmont
- Antonio Gil Martinez som Jean-Marc Drou
- Helene Cardona som Francoise Drou
- Hugh O'Conor som Pere Henri
- Harrison Pratt som Dedou Drou
- Gaelan Connell som Didi Drou
- Lena Olin som Josephine Muscat
- Elisabeth Commelin som Yvette Marceau
- Peter Stormare som Serge Muscat
- Ron Cook som Alphonse Marceau
- Aurélien Parent-Koenig som Luc Clairmont
- John Wood som Guillaume Blerot